# Émile Delage
Pour les articles homonymes, voir Delage.
Émile Delage (né au XIXe siècle et mort au XXe siècle) est un coureur cycliste français, spécialiste des épreuves de vitesse sur piste. En 1906, il remporte la médaille d'argent de la vitesse amateur lors du championnat du monde sur piste, devancé par l'Italien Francesco Verri.

## Palmarès

### Championnats du monde
- Genève 1906
  -  Médaillé d'argent de la vitesse amateurs

### Championnats de France
- 1907
  - 3e du championnat de France de vitesse
- 1909
  - 2e du championnat de France de vitesse
- 1910
  - 3e du championnat de France de vitesse

### Grand Prix
- 1906
  - 3e du Grand Prix de Paris amateurs
- 1907
  - Prix de l'Espérance
  - 3e du Grand Prix de Paris professionnels